# Liên đoàn bóng đá São Tomé và Príncipe
Liên đoàn bóng đá São Tomé và Príncipe (tiếng Bồ Đào Nha: Federação Santomense de Futebol, FSF) là tổ chức quản lý, điều hành các hoạt động bóng đá ở São Tomé và Príncipe. Liên đoàn quản lý đội tuyển bóng đá quốc gia São Tomé và Príncipe, tổ chức các giải bóng đá như vô địch quốc gia và cúp quốc gia. Liên đoàn bóng đá São Tomé và Príncipe gia nhập FIFA năm 1986 và CAF năm 1976.